# Stazioni ferroviarie di Reggio Emilia
1 Pratofontana
2 Reggio all'Angelo
3 Reggio Emilia
4 Reggio Emilia AV Mediopadana (RFI) - Reggio Mediopadana (FER)
5 Reggio Ospizio
6 Reggio San Lazzaro
7 Reggio Santa Croce
8 Reggio Santo Stefano
9 Reggio Stadio
10 Reggio Via Fanti

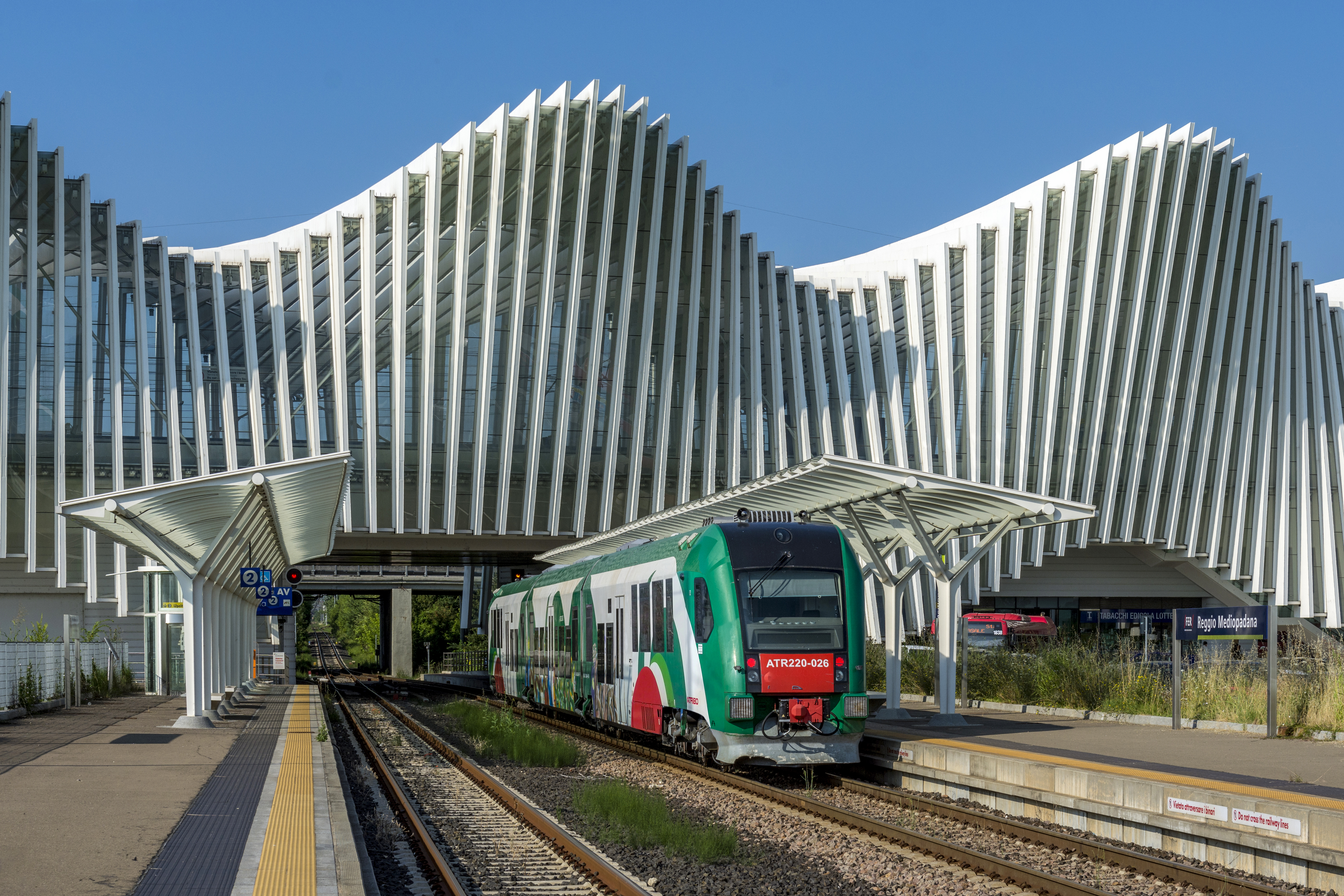
Un Autotreno ATR.220.026 in sosta nella stazione di Reggio Mediopadana, sulla ferrovia Reggio Emilia-Guastalla, in corrispondenza dell'omonima stazione di Reggio Emilia AV Mediopadana sulla ferrovia Milano-Bologna ad alta velocità

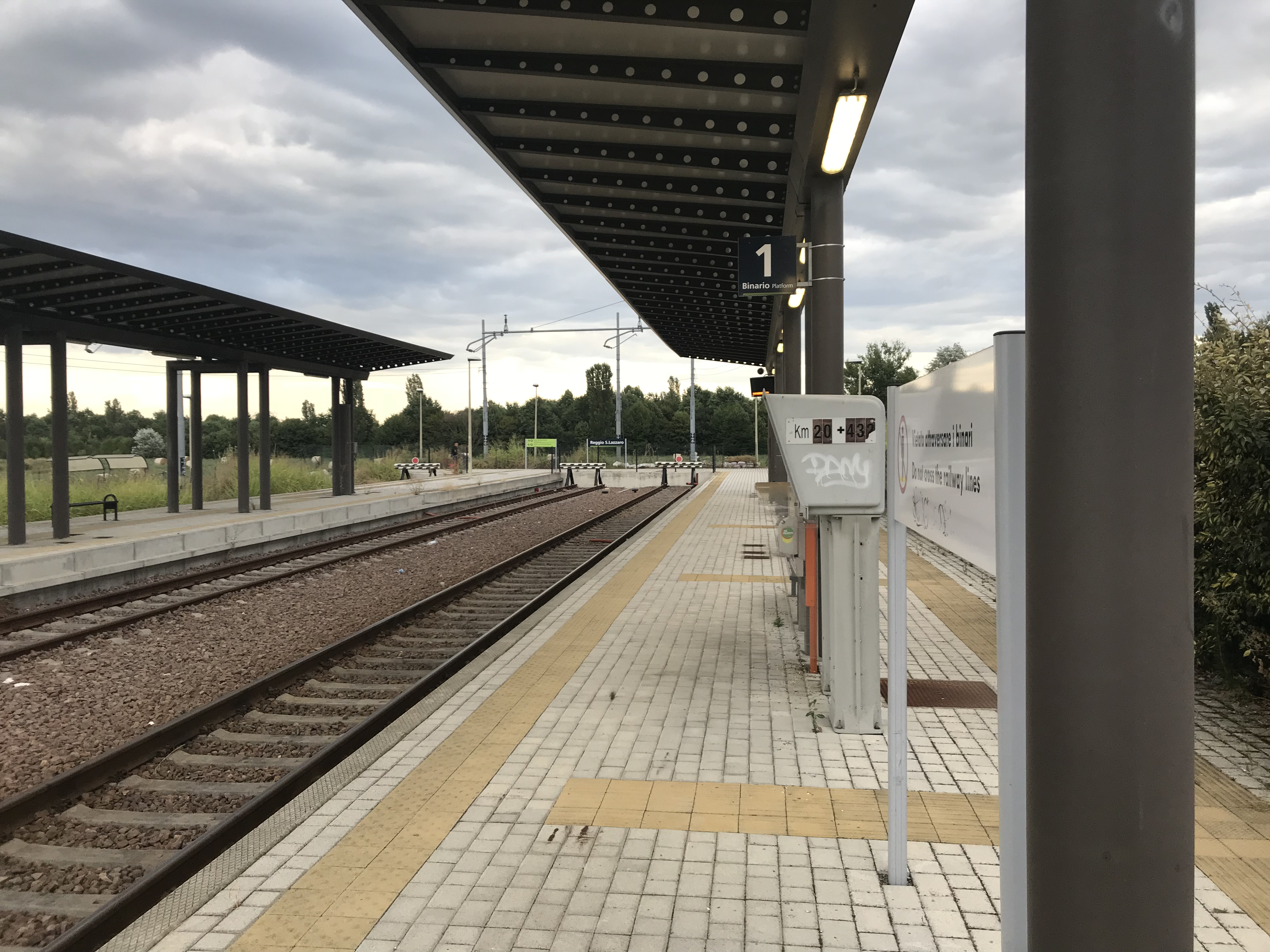
La stazione di Reggio San Lazzaro, capolinea della ferrovia Reggio Emilia-Guastalla

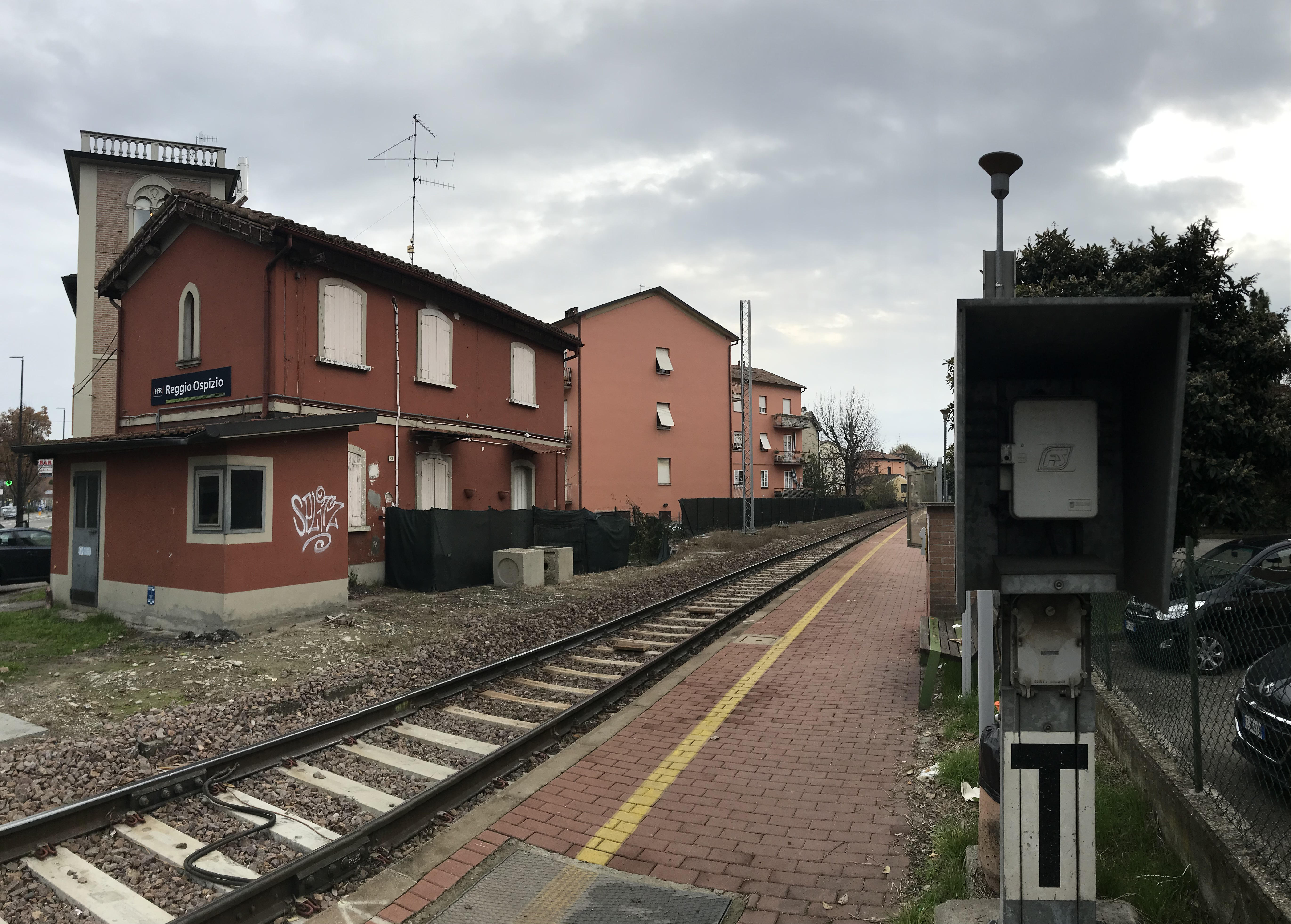
La stazione di Reggio Ospizio

La città di Reggio Emilia conta 11 stazioni ferroviarie quotidianamente utilizzate per il servizio viaggiatori, di cui 2 gestite da Rete Ferroviaria Italiana e 9 da Ferrovie Emilia Romagna.
Le due stazioni principali sono la stazione di Reggio Emilia, sulla ferrovia Milano-Bologna, e la stazione di Reggio Emilia AV Mediopadana, sulla ferrovia Milano-Bologna. Tra gli impianti gestiti da Ferrovie Emilia Romagna, Reggio Santa Croce e Reggio Santo Stefano sono classificati come stazioni; i rimanenti impianti hanno il rango di fermata ferroviaria.
La città ospita inoltre il deposito locomotive di Reggio Emilia, raccordato alla ferrovia Reggio Emilia-Guastalla e situato in via Talami, nel quartiere Santa Croce.

## Stazioni ferroviarie attualmente in uso

### Trasporto nazionale e AV
- Reggio Emilia è la principale stazione ferroviaria della città per volume di traffico viaggiatori. Vi convergono la ferrovia storica Milano-Bologna, la ferrovia Reggio Emilia-Guastalla, la ferrovia Reggio Emilia-Ciano d'Enza e la ferrovia Sassuolo-Reggio Emilia.
- Reggio Emilia AV Mediopadana si trova lungo la ferrovia ad alta velocità Milano-Bologna. Consente l'interscambio diretto con l'adiacente stazione di Reggio Mediopadana, sulla ferrovia Reggio Emilia-Guastalla, di interesse regionale.

### Trasporto regionale e locale (rete FER)
- Pratofontana, sulla ferrovia Reggio Emilia-Guastalla
- Reggio all'Angelo, sulla ferrovia Reggio Emilia-Ciano d'Enza
- Reggio Mediopadana, sulla ferrovia Reggio Emilia-Guastalla
- Reggio Ospizio, sulla ferrovia Sassuolo-Reggio Emilia
- Reggio San Lazzaro, capolinea della ferrovia Reggio Emilia-Guastalla
- Reggio Santa Croce, sulla ferrovia Reggio Emilia-Guastalla
- Reggio Santo Stefano, sulla ferrovia Reggio Emilia-Ciano d'Enza
- Reggio Stadio, sulla ferrovia Reggio Emilia-Guastalla
- Reggio Via Fanti, sulla ferrovia Reggio Emilia-Ciano d'Enza

### Stazioni soppresse
- Codemondo, sulla ferrovia Reggio Emilia-Ciano d'Enza (priva di servizio viaggiatori dal 1º aprile 2022)[1]
- Stazione di Bosco
- Due Maestà
- Reggio CC 22
- Reggio Viale Piave
- Sesso
- Villa Cadè

### Prospetto
| Nome                         | Inaugurazione | Stato attuale | Viaggiatori al giorno                     | Linee                                                                            | Tipologia                        | Gestore | Categoria |
| ---------------------------- | ------------- | ------------- | ----------------------------------------- | -------------------------------------------------------------------------------- | -------------------------------- | ------- | --------- |
| Pratofontana                 | 2007          | In uso        | 32 (al 2019)                              | Reggio Emilia-Guastalla                                                          | Stazione passante, di superficie | FER     |           |
| Reggio all'Angelo            | 1909          | In uso        | 64 (al 2019)                              | Reggio Emilia-Ciano                                                              | Stazione passante, di superficie | FER     |           |
| Reggio Emilia                | 1859          | In uso        | 12 402 (al 2019; solo traffico regionale) | Milano-Bologna (storica), Reggio-Ciano, Reggio-Guastalla, Sassuolo-Reggio Emilia | Stazione passante, di superficie | RFI     | Gold      |
| Reggio Emilia AV Mediopadana | 2013          | In uso        |                                           | Milano-Bologna (alta velocità)                                                   | Stazione passante, di superficie | RFI     | Gold      |
| Reggio Mediopadana           | 2013          | In uso        | 68 (al 2019)                              | Reggio Emilia-Guastalla                                                          | Stazione passante, di superficie | FER     |           |
| Reggio Ospizio               | 1883          | In uso        | 90 (al 2019)                              | Sassuolo-Reggio Emilia                                                           | Stazione passante, di superficie | FER     |           |
| Reggio San Lazzaro           | 2011          | In uso        | 79 (al 2019)                              | Reggio Emilia-Guastalla                                                          | Stazione di testa, di superficie | FER     |           |
| Reggio Santa Croce           | 1926          | In uso        | 404 (al 2019)                             | Reggio Emilia-Guastalla                                                          | Stazione passante, di superficie | FER     |           |
| Reggio Santo Stefano         | 1909          | In uso        | 620 (al 2019)                             | Reggio Emilia-Ciano                                                              | Stazione passante, di superficie | FER     |           |
| Reggio Stadio                |               | In uso        | 117 (al 2019)                             | Reggio Emilia-Guastalla                                                          | Stazione passante, di superficie | FER     |           |
| Reggio Via Fanti             |               | In uso        | 625 (al 2019)                             | Reggio Emilia-Ciano                                                              | Stazione passante, di superficie | FER     |           |